# 591964 Jakucs
591964 Jakucs è un asteroide della fascia principale. Scoperto nel 2010, presenta un'orbita caratterizzata da un semiasse maggiore pari a 3,0602171 au e da un'eccentricità di 0,1652463, inclinata di 13,38316° rispetto all'eclittica.